# 志摩市立船越中学校
志摩市立船越中学校（しましりつふなこしちゅうがっこう）は三重県志摩市大王町船越にあった公立の中学校。学校の通称は船中（ふなちゅう）。2013年（平成25年）4月1日に志摩市立波切中学校に統合され、波切中が改称した志摩市立大王中学校になった。
閉校の決定後、卒業生である映画プロデューサー・山際新平を迎え、「校歌の卒業式」と題した映画が製作された。

## 概要
船越の集落の北にあり、船越小学校と隣接していた。英虞湾と太平洋に囲まれた高台を校地とした。跡地利用は未定。
生徒数
| 年度（年）     | 生徒数 |
| -------------- | ------ |
| 昭和28（1953） | 162    |
| 昭和38（1963） | 190    |
| 昭和48（1973） | 145    |
| 昭和58（1983） | 114    |
| 平成 5（1993） | 72     |
| 平成21（2009） | 66     |
| 平成24（2012） | 49     |

## 沿革
前身校時代
- 1947年（昭和22年）
  - 4月1日 - 船越村立船越中学校（初代）として開校。
  - 5月7日 - 開校式を挙行。船越小学校及び民間の施設を借用して授業を開始。
- 1948年（昭和23年）
  - 2月16日 - PTA結成。
  - 2月17日 - 新校舎の起工式を挙行。

組合立校時代
三重県の「学校再配置」の指示により、隣接する片田村（現在の志摩市志摩町片田）と一部事務組合である学校組合を結成、中学校の統合が実施された。しかし、当初から住民気質や教育方針等をめぐって折り合いが悪く片田校舎が完成してからは卒業式も別々に行われるようになった。
- 1948年（昭和23年）
  - 7月15日 - 片田村立片田中学校と合併し「船越村他一か村学校組合立船越中学校[2]」に改称。片田中学校の生徒が船越中学校に移籍。
  - 8月31日 - 船越小学校の移転に伴い、旧船越小学校の敷地に移転。教具や校具は片田中学校から搬入。
- 1949年（昭和24年）4月5日 - 船越小学校と校地を交換、旧船越小学校の敷地に移転。
- 1950年（昭和25年）1月31日 - 片田校舎が完成し、片田村の生徒が片田校舎に移動する。船越本校は船越村の生徒のみに戻る。
- 1953年（昭和28年）
  - 1月15日 - 「片田村外一か村学校組合立片田中学校船越分校[1]」に移行。
  - 9月7日 - 新校舎が完成・移転。

村立校時代
- 1953年（昭和28年）10月1日 - 「船越村立船越中学校」（2代）として独立。
- 1954年（昭和29年）
  - 3月8日 - 校旗・校歌制定。
  - 4月10日 - 3つの特別教室が完成。
  - 7月12日 - 落成式及び独立式を挙行。

町立校時代
- 1954年（昭和29年）8月1日 - 「大王町立船越中学校」に改称。
- 1955年（昭和30年）4月4日 - 大王町波切の登茂山地区が学区に加わる。
- 1958年（昭和33年）2月3日 - 人文字を撮影するために飛行してきた富士航空のセスナ機が失速して船越神社の境内に墜落[8]。
- 1967年（昭和42年）
  - 6月6日 - 学校本館が全焼する。備品や書類は大半を搬出し焼失を免れる。
  - 6月29日 - プレハブの仮校舎が完成。
- 1968年（昭和43年）
  - 1月31日 - 波切中学校に統合の是非を問うアンケートを実施[9]。反対多数により、校舎の再建を決定[9]。
  - 11月1日 - 新校舎起工式。
- 1969年（昭和44年）4月7日 - 新校舎完成。（5月1日落成式開催。）
- 1973年（昭和48年）2月27日 - 特別教室が焼失。
- 1974年（昭和49年）9月18日 - 特別教室棟完成。音楽・技術・家庭科・図書室を設置する。
- 1979年（昭和54年）3月23日 - 体育館が落成。
- 1985年（昭和60年）4月1日 - 文部省から道徳教育研究推進校に指定される。
- 1987年（昭和62年）8月4日～8月7日 - 岐阜県の明方村立明方中学校（現在の郡上市立明宝中学校）の生徒が来校、第一回交換学習を開催する。
- 1988年（昭和63年）1月27日～1月29日 - 船越中学校から明方中学校を訪問する。
- 1992年（平成4年）4月 - コンピューター室を設置。

市立校時代
- 2004年（平成16年）10月1日 - 「志摩市立船越中学校」に改称。
- 2013年（平成25年）
  - 3月8日 - 最後の卒業式を挙行[5]。
  - 3月24日 - 約150名が出席し、閉校式を挙行[3]。
  - 3月31日 - 閉校[3]。

## 施設
- 校舎
- 特別教室棟
- 体育館
- グラウンド

## 旧通学区
船越小学校区と同じであった。
- 大王町船越
- 大王町波切（登茂山地区のみ）

## 校歌
- 作詞：和田利男
- 作曲：信時潔

3番まであり、各番とも「船越中学校」で終わっていた。

## 学校行事
- 4月 - 入学式、始業式
- 3月 - 卒業式、終業式

## 進路
多くの生徒が高等学校へ進学し、進学先は志摩市内の志摩高校・水産高校のほか、伊勢市への進学が多かった。

## 交通
- 三重交通船越バス停より徒歩約5分（約485m）。
- 国道260号船越交差点を船越集落方面へ入り約813m。

## 卒業生
開校から閉校までに2,259人が卒業した。
- 大道典良 - 元プロ野球選手[5]
- 山際新平 - 映画プロデューサー[5]